# Secondo viaggio di Sebastiano Caboto
Il secondo viaggio di Sebastiano Caboto si svolse fra il 1526 e il 1530 ed ebbe come esito non previsto l'esplorazione del Rio de la Plata e i suoi territori. 

## Antefatti
Credendo che il re Ferdinando II d'Aragona stesse dando più sostegno finanziario all'esplorazione rispetto agli inglesi, Caboto si trasferì in Spagna dall'Inghilterra nel 1512. Quando il re Ferdinando morì, nel 1516, Caboto terminò un periodo di esplorazione e tornò in Inghilterra.
Nel 1522 lavorò di nuovo per la Spagna come membro del Consiglio delle Indie e ricoprì il grado di piloto mayor, dove supervisionò l'addestramento navale. Caboto offrì segretamente i suoi servizi a Venezia nelle comunicazioni con il Consiglio spesso. Promise di impegnarsi per Venezia a trovare il passaggio a nord-ovest della Cina, se lo avessero ricevuto.

## Il viaggio
Caboto fu nominato in Spagna al grado di capitano generale. Il 4 marzo 1525 gli fu affidato il comando di una flotta che doveva determinare dall'osservazione astronomica la precisa delimitazione del Trattato di Tordesillas, che definiva l'area dei monopoli spagnoli e portoghesi. Doveva anche trasportare i coloni nelle isole Molucche, nel Pacifico, per rafforzare le rivendicazioni spagnole nelle isole delle spezie. Questo viaggio fu ufficialmente annotato come una spedizione per la scoperta di Tarsis, Ofir, Catai orientale e Cipango (Giappone). Questa spedizione consisteva di quattro navi con 250 uomini e salpò da Sanlúcar de Barrameda il 3 aprile 1526.
A questo punto i sopravvissuti della spedizione di Magellano avevano completato la loro circumnavigazione del mondo, trovandolo più grande di quanto precedentemente noto. Il viaggio aveva aumentato la pressione su Spagna e Portogallo per definire i loro territori, poiché i vecchi confini sembravano sostituiti da nuovi dati. A Caboto fu ordinato di attraversare il Pacifico due volte e avrebbe così potuto compiere una seconda circumnavigazione del mondo. Quando Caboto sbarcò con la sua spedizione in Brasile, tuttavia, raccolse voci sulla grande ricchezza del re Inca e sull'invasione quasi riuscita di Aleixo Garcia. Abbandonò la sua carica ed esplorò l'interno del Río de la Plata lungo il confine settentrionale dell'attuale Argentina.
Caboto si era già guadagnato la disapprovazione del suo equipaggio bloccando la flotta in una fase di stasi e facendo incagliare l'ammiraglia al largo dell'isola di Santa Catarina. La sua decisione riguardo al Río de la Plata portò alla resistenza aperta di Martin Méndez (suo luogotenente generale), Miguel de Rodas (pilota della Capitana) e Francisco de Rojas (capitano di una delle altre navi). Affrontò l'ammutinamento abbandonando questi uomini e altri ufficiali sull'isola di Santa Catarina, dove si crede che siano morti tutti ad eccezione di de Rojas che riparò a San Vincente e che sarebbe stato incontrato da Caboto nel suo viaggio di ritorno due anni più tardi.
Caboto navigò nell'ampio Río de la Plata e trascorse cinque mesi esplorandone l'estuario. Fece erigere un forte, chiamato San Salvador, al confine fra l'Uruguay e il Río San Salvador. Questo fu il primo insediamento spagnolo nell'odierno Uruguay.
Lasciando lì le due navi più grandi, risalì il fiume Paraná con il brigantino e una galea costruita a Santa Catarina. Il suo residuo equipaggio costruì un altro piccolo forte, chiamato Santo o Espíritu Santo, alla confluenza del Paraná e del Río Carcarañá. Questo fu il primo insediamento spagnolo nell'attuale Argentina; la città di Gaboto fu poi costruita nelle vicinanze e chiamata così in suo onore.  Caboto tornò a San Salvador, perdendo 18 uomini in un'imboscata, superando la spedizione di Diego García de Moguer allora in corso.
Come risultato di questo incontro, Caboto rimandò una nave in Spagna. La Trinidad salpò l'8 luglio 1528 con i suoi rapporti, le accuse contro gli ammutinati e richieste di ulteriori aiuti. Nella primavera del 1529, tornò a monte di Espíritu Santo, che scoprì essere stato sopraffatto e bruciato dagli indigeni durante la sua assenza. Recuperò il cannone e tornò a San Salvador.
Il 6 agosto 1529 Caboto decise di tornare in Spagna e salpò con García per São Vicente. Qui acquisì 50 schiavi e ritrovò Francisco de Rojas a cui diede la possibilità di tornare in Spagna. Caboto viaggiò lungo la costa del Brasile prima di attraversare l'Atlantico, raggiungendo Siviglia il 22 luglio 1530, con una sola nave e 24 uomini.

## Conseguenze
Fu chiamato in giudizio con l'accusa, provenuta dalla Corona, da Rojas e dalle famiglie di Rodas e Méndez, di disobbedienza, di cattiva amministrazione e di aver causato la morte di ufficiali sotto il suo comando. Sebastiano fu condannato a pesanti multe e a due anni di reclusione a Orano, in Nord Africa per il trattamento riservato a de Rojas e Méndez mentre fu invece assolto per tutte le altre imputazioni, compresa quella di aver contravvenuto alle istruzioni che gli erano state date sulla meta del viaggio.
Durante questi procedimenti, tuttavia, l'imperatore di Spagna era stato assente, trattenendosi in Germania. Al suo ritorno, Caboto gli presentò le descrizioni della regione. Sebbene non sia registrato alcun perdono e le multe siano state comunque pagate, è noto che Caboto non andò mai in esilio. Mantenne la carica di pilota maggiore di Spagna fino al 1547. Senza perdere né il titolo né la pensione, lasciò la Spagna e tornò in Inghilterra.